# Julia Matijass
Julia Matijass (ur. 22 września 1973) – judoczka. W barwach Niemiec brązowa medalistka olimpijska z Aten.
Urodziła się w Związku Radzieckim, do 1994 znajdowała się w kadrze Rosji. Niemieckie obywatelstwo otrzymała w 1999. Zawody w 2004 były jej jedynymi igrzyskami olimpijskimi. Medal zdobyła w wadze do 48 kilogramów. W tej samej wadze została w 2000 brązową medalistką mistrzostw Europy. Cztery razy była mistrzynią Niemiec seniorów. Startowała w Pucharze Świata w latach 1998–2004.